# Lokve (Split)
Lokve – dzielnica Splitu, drugiego co do wielkości miasta Chorwacji. Leży na wschód od centrum miasta, ma 7 173 mieszkańców i 0,21 km² powierzchni.
Obszar dzielnicy Lokve ograniczają:
- od północy – ulica Vukovarska,
- od wschodu – ulica Brune Bušicia,
- od południa – ulica Matice hrvatske,
- od zachodu – ulica Dubrovačka.

Dzielnice sąsiadujące z Lokve:
- od północy – Plokite,
- od wschodu – Split 3,
- od południa – Blatine-Škrape,
- od zachodu – Gripe.